# Playa de Levante (strand i Spanien, Andalusien, Provincia de Cádiz, lat 36,19, long -5,33)
Playa de Levante är en strand i Spanien.   Den ligger i provinsen Provincia de Cádiz och regionen Andalusien, i den södra delen av landet, 500 km söder om huvudstaden Madrid.